# داني بيكوك
داني بيكوك (بالإنجليزية: Danny Peacock)‏ هو لاعب دوري الرغبي أسترالي، ولد في 4 مارس 1968.